# Visual Prison
Visual Prison (ヴィジュアルプリズン Vijuaru Purizun?) es una serie de anime producida por el estudio de animación A-1 Pictures. Comenzó su emisión el 9 de octubre de 2021 y finalizó el 25 de diciembre de ese mismo año, con un total de doce episodios transmitidos.

## Sipnosis
En la historia, los vampiros se hacen pasar por músicos visual kei. Una vez al año, se reúnen en Harajuku en un evento conocido como "Prisión Visual". Ange Yuki es un chico solitario sin familia. Cuando viaja a Harajuku para ver a su artista favorito, y ahí ve una intensa batalla musical entre las bandas Eclipse y Lost Eden, su enérgica actuación le atraviesa el corazón.

## Personajes

### Oz
Ange Yuki (結希アンジュ Yuki Anju?)
 Seiyū: Shōya Chiba
Guiltia Brion (ギルティア・ブリオン Girutia Burion?)
 Seiyū: Makoto Furukawa
Eve Louise (イヴ・ルイーズ Ivu Ruīzu?)
 Seiyū: Hiroki Nanami
Robin Laffite (ロビン・ラフィット Robin Rafitto?)
 Seiyū: Shun Horie

### LOST EDEN
Saga Latour (サガ・ラトゥール Saga Ratoūru?)
 Seiyū: Takuya Eguchi
Mist Flaive (ミスト・フレーヴ Misuto Furēvu?)
 Seiyū: Nobunaga Shimazaki
Veuve Elizabeth (ヴーヴ・エリザベス Vūvu Erizabesu?)
 Seiyū: Takuma Nagatsuka
Jack Mouton (ジャック・ムートン Jakku Mūton?)
 Seiyū: Shōgo Yano

### Eclipse
Dmitri Romanee (ディミトリ・ロマネ Dimitori Romane?)
 Seiyū: Toshiki Masuda
Hyde Jayer (ハイド・ジャイエ Haido Jaie?)
 Seiyū: Shōta Aoi

### Mascota
Panya (パンニャ Pannya?)
 Seiyū: Tomokazu Sugita

## Producción y lanzamiento
El proyecto de anime fue anunciado durante el panel de Aniplex en AnimeJapan 2021. La serie es creada por Noriyasu Agematsu y será animada por A-1 Pictures. Elements Garden compone la música de la serie, mientras que Ikumi Katagiri se encarga de los diseños originales de los personajes. Tomoya Tanaka está dirigiendo la serie, con Takeshi Furuta como director en jefe, Yukie Sugawara escribiendo los guiones de la serie y Minako Shiba diseñando los personajes. Se estrenará en octubre de 2021. La banda Oz interpretará el tema de apertura de la serie "Zankoku Shangri-la", mientras que la banda Lost Eden interpretará el tema de cierre de la serie "Bloody Kiss".